# Amba (Ako)
Pour les articles homonymes, voir Amba.
Amba est un village du Cameroun situé dans la commune d'Ako. Il est rattaché au département du Donga-Mantung, dans la région du Nord-Ouest.

## Géographie
Le village est situé au sud-est d'Ako et contourne la réserve de Mbembe, reliant les villages d'Akwaja et Assa.

## Population
En 1970, il y avait 226 habitants à Amba.  
Le Bureau central des recensements et des études de population (BCREP) a réalisé un recensement en 2005, le Répertoire actualisé des villages du Cameroun, dans lequel il évaluait à 815 le nombre d'habitants; ce chiffre inclus 403 hommes et 412 femmes.

## Zone protégée
La zone de Fu, lieu de rite traditionnel, est un lieu protégé et interdit à la population.

## Économie
Les villageois pratiquent plusieurs métiers dans les domaines de la pêche, l’exploitation forestière, l’artisanat, l’exploitation minière, l’agriculture, l’élevage bovin, l’apiculture, le commerce et la chasse. Les femmes sont présentes dans certains domaines notamment : l’artisanat, l’agriculture, l’élevage bovin, l’apiculture et le commerce.

## Système éducatif
Il y a une école primaire dans le village, la GS Amba.   

## Accès à l’eau
Le village n'a pas de point d’eau potable.   

## Accès à l’électricité
Le village n'a pas accès à l’électricité.

## Réseau routier
Une route passant par Amba relie les villages de Nzibie et Akwaja, permettant de rejoindre Abongshie au nord. La route, trop étroite, ne peut être empruntée que par les motos. Il y a aussi un sentier entre les villages de Binka et Amba.   

## Développement d'Amba
Le plan de développement prévoit la construction de 6 nouvelles classes pour l'école primaire d'Amba, ainsi que la construction d'une école d'enseignement technique. Le village sera raccordé en eau potable et 6 robinets seront installés. Le village sera alimenté en électricité grâce à la construction d'un système hydroélectrique.  
Un centre de soins, un marché ainsi qu'une salle culturelle seront construits. Le plan prévoit aussi la construction d'un pont et d'une nouvelle route permettant de rejoindre Akwaja. 